# Reingers
Reingers – gmina w Austrii, w kraju związkowym Dolna Austria, w powiecie Gmünd, w rejonie Waldviertel. Według Austriackiego Urzędu Statystycznego liczyła 672 mieszkańców (1 stycznia 2014).